# Юлин, Харальд
Харальд Зигфрид Александр Юлин (швед. Harald Sigfrid Alexander Julin; 27 марта 1890, Стокгольм — 28 июля 1967, Стокгольм) — шведский ватерполист и пловец, призёр летних Олимпийских игр.
Юлин трижды входил в состав Олимпийской сборной Швеции, которая стала серебряным призёром игр 1912 в Стокгольме и бронзовым 1908 в Лондоне и 1920 в Антверпене.
В плавании Юлин участвовал на первых двух Олимпиадах. Сначала он выиграл бронзовую медаль в 100 м вольным стилем и в эстафете 4×200 м вольным стилем дошёл до полуфинала, а через четыре года остановился на полуфинале 200 м брассом и на четвертьфинале 100 м вольным стилем. Также, он 12-кратный чемпион Швеции.